# Choi Min
Choi Min (de nacimiento Choi Min-sung) es un actor coreano. Es conocido por sus interpretaciones en My Bittersweet Life, My Dear Cat y Cinderella with Four Knights.

## Filmografía

### Películas
| Año  | Título         | Rol            |
| ---- | -------------- | -------------- |
| 2009 | A Blood Pledge | Ki-Ho          |
| 2012 | Almost Che     | Yook Jung-Yeob |

### Serie televisiva
| Año  | Título                       | Rol                       | Red     |
| ---- | ---------------------------- | ------------------------- | ------- |
| 2008 | Here He Comes                | Choi Min                  | MBC     |
| 2009 | Heading to the Ground        | Jo Byung-Ki               | MBC     |
| 2010 | Pasta                        | Nemo                      | MBC     |
| 2010 | Rock, Rock, Rock             | Kim Jae-Ki                | KBS2    |
| 2011 | My Bittersweet life          | Choi Joon-Joven           | KBS1    |
| 2012 | Just an Ordinary Love Story  | Kwon Dae-Woong            | KBS2    |
| 2012 | My Lover, Madame Butterfly   | Kim Baek-Ki               | SBS     |
| 2014 | Pluto Secret Society         | Profesor Ma               | EBS     |
| 2014 | My Dear Cat                  | Yoon Sung-Il              | KBS1    |
| 2015 | Super Papá Yeol              | Ryu Hyun-Woo              | tvN     |
| 2015 | Yong-Pal                     | Choi Sung-Hoon (invitado) | SBS     |
| 2015 | Riders: Catch Tomorrow       | Kang Yoon-Jae             | E Canal |
| 2015 | Snow Lotus                   | Kang Tae-Joo              | SBS     |
| 2016 | Cinderella with Four Knights | Lee Yoon-sung             | tvN     |
| 2017 | Reunited Worlds              | Dong Hyun (de adulto)     | SBS     |

### Vídeos musicales
| Año  | Título de la canción | Artista   |
| ---- | -------------------- | --------- |
| 2007 | "At The Supermarket" | RiRi Band |
| 2009 | "Touch Me"           | Ivy       |